# Llista de muntanyes de la Ribera Baixa
Llista de muntanyes a la comarca de la Ribera Baixa, al País Valencià.
| Nom                                           | Altura | Municipi           | Unitat de relleu | Coordenades                                            | Foto |
| --------------------------------------------- | ------ | ------------------ | ---------------- | ------------------------------------------------------ | ---- |
| la Ratlla (la Mola)                           | 626 m. | Favara             | Serra de Corbera | 39° 06′ 11″ N, 0° 18′ 39″ O / 39.1031378°N,0.31083°O   |      |
| els Germanells                                | 594 m. | Favara             | Serra de Corbera | 39° 05′ 57″ N, 0° 18′ 17″ O / 39.0991606°N,0.3046695°O |      |
| el Cavall Bernat                              | 587 m. | Corbera            | Serra de Corbera | 39° 07′ 47″ N, 0° 20′ 54″ O / 39.129729°N,0.348372°O   |      |
| Llom del Matxo Flac                           | 585 m. | Llaurí             | Serra de Corbera | 39° 06′ 57″ N, 0° 19′ 53″ O / 39.1158327°N,0.3313966°O |      |
| la Creu del Cardenal                          | 542 m. | Llaurí             | Serra de Corbera | 39° 07′ 35″ N, 0° 20′ 51″ O / 39.1263852°N,0.3474598°O |      |
| l'Ouet                                        | 529 m. | Llaurí             | Serra de Corbera | 39° 06′ 42″ N, 0° 19′ 28″ O / 39.1117019°N,0.3245108°O |      |
| l'Ouet                                        | 529 m. | Favara             | Serra de Corbera | 39° 06′ 42″ N, 0° 19′ 28″ O / 39.1117019°N,0.3245108°O |      |
| Muntanya de les Raboses (Muntanya de Cullera) | 231 m. | Cullera            |                  | 39° 10′ 34″ N, 0° 15′ 04″ O / 39.1761202°N,0.2510126°O |      |
| Muntanyeta de Cotó                            | 68 m.  | Corbera            | Serra de Corbera | 39° 09′ 52″ N, 0° 22′ 17″ O / 39.1645715°N,0.3713481°O |      |
| Muntanyeta de Sant Miquel                     | 66 m.  | Corbera            | Serra de Corbera | 39° 10′ 10″ N, 0° 21′ 27″ O / 39.1694096°N,0.3575178°O |      |
| el Cabeçol                                    | 44 m.  | Cullera            |                  | 39° 11′ 17″ N, 0° 14′ 45″ O / 39.1879672°N,0.2458067°O |      |
| Muntanyeta dels Pins                          | 32 m.  | Benicull de Xúquer |                  | 39° 11′ 03″ N, 0° 22′ 39″ O / 39.1841761°N,0.3774198°O |      |
| Muntanyeta dels Sants                         | 22 m.  | Sueca              |                  | 39° 14′ 32″ N, 0° 18′ 58″ O / 39.2421°N,0.316244°O     |      |